# Кирпиковы
Кирпиковы — деревня в Котельничском районе Кировской области в составе Биртяевского сельского поселения.

## География
Располагается на расстоянии примерно 2 км на север от окраины райцентра города Котельнич.

## История
Известна с 1678 года как деревня «вново подле полянку Иванищеву» с 1 двором, в 1764 уже деревня Подле полянку Иванишеву с 20 жителями. В 1873 году здесь отмечено дворов 10 и жителей 73, в 1905 (Подле Поляну Ванищеву или Кирпиковы) 15 и 96, в 1926 (Кирпиковы или подле полянки Иванищева) 23 и 111, в 1950 19 и 43, в 1989 году оставалось 7 человек. Настоящее название утвердилось с 1939 года.

## Население
Постоянное население  составляло 0 человек в 2002 году, 3 в 2010.